# Luidia foliolata
Luidia foliolata (лат.) — вид морских звёзд рода Луидии (Luidia) из отряда паксиллоносных морских звёзд. Обитает в северо-восточной части Тихого океана на песчаном и илистом дне на глубине около 600 м.

## Описание
Luidia foliolata имеет небольшой диск и пять длинных, уплощенных лучей с заострёнными кончиками. Она может достигать 40 см в диаметре и имеет серый, зеленовато-серый или бледно-коричневый цвет, иногда с белыми крапинками. Лучи несут ряды крупных краевых пластинок, каждая из которых несёт несколько шипов, но они не видны с аборальной (верхней) стороны. Трубчатые ножки не имеют присосок, а заканчиваются тупыми остриями. Luidia foliolata можно спутать с Astropecten verrilli, но у этого вида большие краевые пластинки видны сверху. Эта морская звезда, похоже, легко повреждается и часто разламывается на куски, если её поднимают со дна тралом. Даже когда ее поднимают целой, у нее часто отсутствуют или регенерируют лучи, возможно, в результате нападений хищных крабов или рыб.

## Распространение и среда обитания
Luidia foliolata обитает на глубине до 600 м на мягком грунте в северо-восточной части Тихого океана, ареал обитания простирается от Аляски до Галапагосских островов и Никарагуа.

## Биология
L. foliolata хорошо маскируется на песчаном и илистом дне, где она обитает, и часто наполовину покрыта осадком. Эта луидия может создавать неглубокие углубления и пробираться под двустворчатыми моллюсками, полихетами, офиурами и морскими огурцами, которыми питается. В отличие от некоторых других морских звёзд, она не может выворачивать желудок, поэтому ограничена добычей меньшего размера. Она подвижна и может быстро выпрямиться, если перевернуться вверх брюшком. Длинные, заострённые трубчатые ноги специально приспособлены для передвижения по мягким осадкам, но теряют сцепление, если она пытается взобраться на крутые склоны камней. Она быстро перемещается по морскому дну и может перемещаться со скоростью 280 см в минуту, что во много раз быстрее, чем медленные виды, такие как Dermasterias imbricata, которая может преодолеть всего 15 см в минуту.